# Uramya limacodis
Uramya limacodis là một loài ruồi trong họ Tachinidae.